# Rito Francés

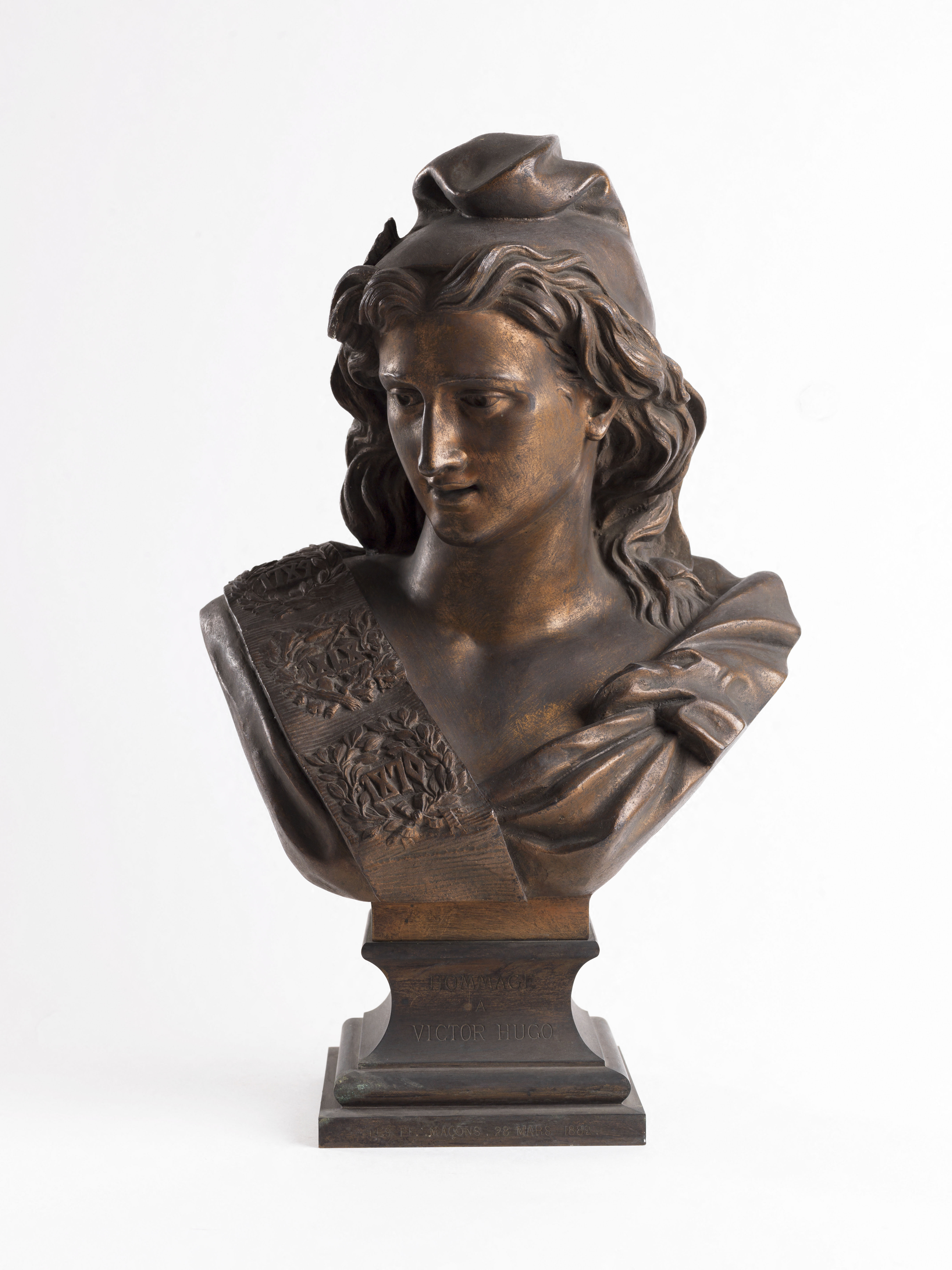
Marian Masónica - GODF.

El Rito Francés es un rito masónico nacido en Francia en 1786.

## El Rito Francés y el origen ritual de la Francmasonería
La francmasonería se implanta en Francia sobre 1725 traída por los emigrantes británicos que huían de las persecuciones políticas y religiosas. En París, éstos son a menudo de origen noble y vienen, por lo general, de Londres. Traen con ellos el ritual que emplean los masones ingleses en esta época, se trata del ritual de la Primera Gran Logia masónica creada en 1717. Es, pues, la traducción en lengua francesa del ritual llamado de los "Modernos", aquel que practican los masones que junto con James Anderson crearon la Primera Gran Logia, el que se difundirá en Francia durante el siglo XVIII. Éste es, por otra parte, el único ritual conocido para los grados de la masonería simbólica en sus orígenes y que será llamado más tarde Rito francés.
Durante la segunda mitad del siglo XVIII se produjo en Francia una eclosión de nuevos sistemas y grados masónicos. Cuando la profunda reorganización de la Primera Gran Logia francesa acaba en 1773 con su transformación en el Gran Oriente de Francia, esta tuvo que referirse también a la cuestión de los rituales.
Ya desde su segunda asamblea, el 27 de diciembre de 1773, el Gran Oriente de Francia había establecido una Comisión encargada de estudiar los rituales que venían empleándose por las Logias, con el objeto de salvaguardar la regularidad de los mismos. Este trabajo culminará con la votación en los años 1780 y la posterior impresión en 1801 de los cuadernos de los tres grados simbólicos bajo el título de Regulador del Masón.
El texto del Regulador del Masón se caracteriza por su gran fidelidad a los rituales originales divulgados entre 1740-1760. A partir de esta época el Regulador del Masón será considerado como el texto de referencia para el Rito francés.
El Rito francés, practicado en la época por la inmensa mayoría de las Logias de Francia y sometido a la ideología de los masones de los años 1860-1880, sufrirá modificaciones a la luz de las corrientes intelectuales en boga y especialmente del positivismo. Las versiones Murat (1858) y Amiable (1885) reducirán la presentación de los símbolos de los diferentes grados a la porción mínima y las reemplazarán por discursos morales y alegóricos sobre el bien y el mal.
Será el Gran Maestro Arthur Groussier quien plantee una vuelta a las fuentes simbólicas del Rito francés antes de la Segunda Guerra Mundial. El texto, fijado bajo la dirección de Arthur Groussier y adoptado luego en 1938-1955, marca el comienzo de una vuelta del simbolismo en el ritual de referencia del Gran Oriente de Francia. El movimiento lanzado por Arthur Groussier se prolongó durante la reconstrucción de la obediencia que siguió a la Segunda Guerra Mundial.
Los "restauradores" del Rito francés tradicional quisieron encontrar una denominación que diera sentido al resultado de su búsqueda. Lo bautizaron, pues, Rito moderno francés restablecido. La expresión Rito moderno debe ser leída como Rito de tipo "moderno", es decir, inscrito en la tradición de la Primera Gran Logia llamada de los "Modernos"; "francés" porque se trata de la versión implantada en Francia en 1725 y traducido en esta lengua; "restablecido", por último, para indicar que este texto era el resultado de un trabajo de restitución.
Posteriormente, algunas Logias interesadas por una perspectiva esencialmente tradicional y simbólica eligieron utilizar tal cual el Regulador del Masón. Hoy, entre las Logias del Gran Oriente de Francia que practican una versión tradicional del Rito francés se encuentran las dos opciones.
Por último, en 1970 se produce una edición del Rito francés, que lo modifica, simplificando considerablemente las pruebas y dejando a la libre elección de las Logias la incorporación de diversos elementos ceremoniales. Este es el Rito francés de referencia que está en la base del practicado hoy en día por muchas Logias del Gran Oriente de Francia y por todas ellas en el momento de su nacimiento. En  España, el Rito francés es practicado por logias regulares de la Gran Logia de España, por logias federadas al Gran Oriente de Francia en  Valencia, Logia Blasco Ibáñez;  Canarias, Logia Luz Atlántica; Asturias, Logia Rosario de Acuña; etc. También es practicado por Logias españolas de la Gran Logia Simbólica Española (GLSE) como en Valencia la Logia Palmira Luz, en Barcelona la Logia Mediterrània, en Alicante la Logia Hypatie, etc.
Para abundar en los distintos aspectos del Rito francés, algunas fuentes son interesantes por la calidad de los artículos, como el blog Mandiles Azules, que cuenta con entradas traducidas, con autorización de sus autores, de miembros relevantes de la historiografía del Gran Oriente de Francia. También es recomendable el blog RitoFrances.net, editado por los responsables del Círculo de Estudios del Rito Francés "Roëttiers de Montaleau" de España, que sostiene reproducir el espíritu original del rito -contenido en el Regulador del Masón - y suele expresar críticas al devenir de la rituálica del Gran Oriente de Francia.
Ya sea por la pureza de su origen, la simplicidad de sus ceremonias, el perfil operativo hacia la realidad social y política, la libertad de integración de género y la elasticidad para sumar a individuos que no sostienen creencias religiosas, se ha extendido por el mundo y se puede verificar su presencia no sólo en Europa sino también en África y América, principalmente en el Brasil y en potencias internacionales cuyas extremidades llegan a puntos muy distantes de la originaria Francia, de la que se podría afirmar hoy, ya no es patrimonio exclusivo. 
Sea cual sea la versión referida del Rito francés, se trata de un único y mismo rito.

## Versiones
- Rito regulador del masón, el más parecido al rito primigenio de los modernos.
- Rito francés moderno restablecido es, en realidad, una actualización del rito regulador del masón de 1801.
- Rito francés de referencia, confección ritual vigente en un determinado momento en una Obediencia masónica. En el caso del Gran Oriente de Francia, la última edición ha sido realizada en el año 2009, existiendo una versión en español.

### Logias, Gran Logias, Gran Orientes...
- Rito Moderno Ecuador
- Gran Oriente Federal de la República Argentina (GOFRA)
- Logia Bicentenario de Mayo (Buenos Aires)
- Respetable Logia "Lux Veritatis nº 3" al Or.·. de Terrassa
- Unión Masónica Universal del Rito Moderno - UMURM
- (en portugués) Rito Moderno
- (en portugués) Grande Oriente Lusitano

### Blogs
- Apuntes desde el Rito Francés
- Rito Francés Moderno
- Racó de la Lum
- The Magisterium
- Marqués de Gages
- Rito Francés

- Datos: Q2660940
- Multimedia: French Rite / Q2660940